# 29-й арсенал РВСН
29-й арсенал Ракетных войск стратегического назначения — формирование (арсенал, воинская часть) Ракетных войск стратегического назначения (РВСН) ВС СССР и РВСН России, дислоцирующееся в посёлке Балезино-3.
Условное наименование — войсковая часть № 25850.

## История
Согласно решению руководства СССР в 1953 году недалеко от станции Пибаньшур (1213 километр Транссибирской железной дороги) был выделен участок местности для строительства войсковой части. Спустя год на выделенном участке земли началось строительство рабочего посёлка, которое возглавлял полковник Раковский. Ещё через два года были введены в эксплуатацию объекты первой очереди строительства не только посёлка, но и части. В середине 1956 года было создано первое подразделение — техническая батарея. С этого момента начинает формироваться часть, которой изначально присвоили условный № 14000. Её первым командиром назначен полковник Борис Николаевич Шарков. К 1958 году в части были созданы производственные подразделения и тыловые службы. 17 декабря 1959 года в ВС Союза ССР были созданы РВСН, после чего часть получила новый условный номер — 25850 — и стала выполнять задачи по обеспечению деятельности нового вида вооружённых сил. Вскоре Министр обороны СССР утвердил День части — 25 ноября 1956 года.
В 1995 году часть была занесена в «Книгу воинской доблести и славы РВСН». 29-й арсенал в течение долгого времени удерживает лидирующие позиции в деятельности по выполнению задач по предназначению. Среди родственных частей РВСН по результатам проверки комиссией командующего войсками считается одной из лучших.

## Начальники (период)
- полковник Борис Николаевич Шарков (1955―1957)
- полковник Николай Владимирович Чернов,
- полковник Василий Семёнович Лисенков,
- полковник Василий Алексеевич Атрошенко,
- полковник Рафаил Николаевич Кузнецов,
- полковник Валерий Петрович Железняков,
- полковник Алексей Ефимович Жванко,
- полковник Виктор Яковлевич Глушко,
- полковник Александр Геннадьевич Макиенко[4],